# Liste der Fürsten von Perejaslawl
Die Liste der Fürsten von Perejaslawl führt die Fürsten des Teilfürstentums Perejaslawl (1054–1363) in der Kiewer Rus, einem mittelalterlichen Großreich, auf.

## Geschichte
Das Fürstentum Perejaslawl wurde 1054 aus dem Fürstentum Kiew nach dem Tod von Jaroslaw dem Weisen herausgelöst und an dessen Sohn Wsewolod gegeben. 1239 wurde Perejaslawl und das Fürstentum von der Goldenen Horde erobert. Danach gehörte es wieder zum Territorium des Fürstentum Kiews. 1321 eroberte Großfürst Gediminas von Litauen das Gebiet.

## Fürsten
- Wsewolod Jaroslawitsch (1054–1073)
- Rostislaw Wsewolodowitsch (1078–1093)
- Wladimir Wsewolodowitsch Monomach (1094–1113)
- Swjatoslaw Wladimirowitsch (1113–1114)
- Jaropolk Wladimirowitsch (1114–1132)
- Wsewolod Mstislawitsch (1132)
- Juri Wladimirowitsch Dolgoruki (1132)
- Isjaslaw Mstislawitsch (1133)
- Wjatscheslaw Wladimirowitsch (1134)
- Juri Dolgoruki (1135)
- Andrej Wladimirowitsch Dobryj (1135–1141)
- Isjaslaw Mstislawitsch (1141–1146)
- Mstislaw Isjaslawitsch (1146–1149)
- Rostislaw Jurjewitsch (1149–1151)
- Mstislaw Isjaslawitsch (1151–1154)
- Gleb Jurjewitsch (1154–1169)
- Wladimir Glebowitsch (1169–1187)
- Jaroslaw Matislawitsch Krasnyj (1187–1199)
- Jaroslaw Wsewolodowitsch (1200–1206)
- Michail Wsewolodowitsch (1206)
- Wladimir Rjurikowitsch (1206–1213)
- Wladimir Wsewolodowitsch (1213–1215)
- Wsewolod Konstantinowitsch (1227)
- Swjatoslaw Wsewolodowitsch (1228?)
- Oleg ( –1321)